# Jordi Bordes
Jordi Bordes (Barcelona, 1970) és un periodista cultural català, especialitzat en arts escèniques. El 1994 va començar a treballar diversos mitjans de comunicació local i comarcal. El 2003 es va incorporar al diari El Punt com a redactor d'arts escèniques. Des de 2010 treballa a El Punt Avui. El 2018 es va incorporar també a l'equip del setmanari la República també com a redactor d'arts escèniques. Ha col·laborat en diverses revistes especialitzades del sector, com Hamlet, Entreacte o Presència. Ha participat com a membre del jurat en diferents certàmens com la Mostra de Barcelona (2009), selecció del candidat Max Revelació de Catalunya (2009 i 2010), i en concurs de textos teatrals de la Fundació Romea (2010) i la Beca Desperta (2012). És un dels membres impulsors del portal recomana.cat.